# Oscar Kapskarmo
Oscar Forsmo Kapskarmo (Hattfjelldal, 5 gennaio 2000) è un calciatore norvegese, attaccante dell'Egersund.

## Carriera
Kapskarmo è cresciuto nelle giovanili dell'Hattfjelldal, per poi entrare a far parte di quelle del Mosjøen. Nel 2022 è passato allo Junkeren, per cui ha esordito in 3. divisjon in data 10 aprile: è stato titolare e autore di una rete nella vittoria per 6-0 sul Melhus.
Il 30 agosto 2023 è stato reso noto il suo trasferimento al Bodø/Glimt, per cui ha firmato un contratto valido fino al 31 dicembre 2024. Ha esordito in squadra, in Europa Conference League, il successivo 21 settembre: ha sostituito Amahl Pellegrino nel pareggio per 0-0 in casa del Lugano. Il 24 settembre 2023 ha debuttato in Eliteserien, subentrando ancora a Pellegrino nel successo per 4-2 sul Vålerenga. Il 23 dicembre 2023 ha prolungato il contratto che lo legava al Bodø/Glimt, fino al 31 dicembre 2027.
Il 30 agosto 2024, Kapskarmo è stato ceduto al Kongsvinger con la formula del prestito.
Il 5 gennaio 2025 ha firmato ufficialmente un contratto triennale con l'Egersund.

## Statistiche

### Presenze e reti nei club
Statistiche aggiornate al 5 gennaio 2025.
| Stagione          | Club              | Campionato                                                                     | Campionato                                                                     | Campionato                                                                     | Coppe nazionali                                                                | Coppe nazionali                                                                | Coppe nazionali                                                                | Coppe continentali                                                             | Coppe continentali                                                             | Coppe continentali                                                             | Supercoppe                                                                     | Supercoppe                                                                     | Supercoppe                                                                     | Totale                                                                         | Totale                                                                         |
| Stagione          | Club              | Comp                                                                           | Pres                                                                           | Reti                                                                           | Comp                                                                           | Pres                                                                           | Reti                                                                           | Comp                                                                           | Pres                                                                           | Reti                                                                           | Comp                                                                           | Pres                                                                           | Reti                                                                           | Pres                                                                           | Reti                                                                           |
| ----------------- | ----------------- | ------------------------------------------------------------------------------ | ------------------------------------------------------------------------------ | ------------------------------------------------------------------------------ | ------------------------------------------------------------------------------ | ------------------------------------------------------------------------------ | ------------------------------------------------------------------------------ | ------------------------------------------------------------------------------ | ------------------------------------------------------------------------------ | ------------------------------------------------------------------------------ | ------------------------------------------------------------------------------ | ------------------------------------------------------------------------------ | ------------------------------------------------------------------------------ | ------------------------------------------------------------------------------ | ------------------------------------------------------------------------------ |
| 2017              | Mosjøen           | 3D                                                                             | 21                                                                             | 1                                                                              | CN                                                                             | 4                                                                              | 1                                                                              | -                                                                              | -                                                                              | -                                                                              | -                                                                              | -                                                                              | -                                                                              | 25                                                                             | 2                                                                              |
| 2018              | Mosjøen           | 4D                                                                             | ?                                                                              | ?                                                                              | CN                                                                             | ?                                                                              | ?                                                                              | -                                                                              | -                                                                              | -                                                                              | -                                                                              | -                                                                              | -                                                                              | ?                                                                              | ?                                                                              |
| 2019              | Mosjøen           | 4D                                                                             | ?                                                                              | ?                                                                              | CN                                                                             | 1                                                                              | 0                                                                              | -                                                                              | -                                                                              | -                                                                              | -                                                                              | -                                                                              | -                                                                              | 1+                                                                             | 0+                                                                             |
| 2020              | Mosjøen           | La stagione è stata cancellata a causa della pandemia di COVID-19 in Norvegia. | La stagione è stata cancellata a causa della pandemia di COVID-19 in Norvegia. | La stagione è stata cancellata a causa della pandemia di COVID-19 in Norvegia. | La stagione è stata cancellata a causa della pandemia di COVID-19 in Norvegia. | La stagione è stata cancellata a causa della pandemia di COVID-19 in Norvegia. | La stagione è stata cancellata a causa della pandemia di COVID-19 in Norvegia. | La stagione è stata cancellata a causa della pandemia di COVID-19 in Norvegia. | La stagione è stata cancellata a causa della pandemia di COVID-19 in Norvegia. | La stagione è stata cancellata a causa della pandemia di COVID-19 in Norvegia. | La stagione è stata cancellata a causa della pandemia di COVID-19 in Norvegia. | La stagione è stata cancellata a causa della pandemia di COVID-19 in Norvegia. | La stagione è stata cancellata a causa della pandemia di COVID-19 in Norvegia. | La stagione è stata cancellata a causa della pandemia di COVID-19 in Norvegia. | La stagione è stata cancellata a causa della pandemia di COVID-19 in Norvegia. |
| 2021              | Mosjøen           | 4D                                                                             | ?                                                                              | ?                                                                              | CN                                                                             | ?                                                                              | ?                                                                              | -                                                                              | -                                                                              | -                                                                              | -                                                                              | -                                                                              | -                                                                              | ?                                                                              | ?                                                                              |
| Totale Mosjøen    | Totale Mosjøen    | Totale Mosjøen                                                                 | 21+                                                                            | 1+                                                                             |                                                                                | 5+                                                                             | 1+                                                                             |                                                                                | -                                                                              | -                                                                              |                                                                                | -                                                                              | -                                                                              | 26+                                                                            | 2+                                                                             |
| 2022              | Junkeren          | 3D                                                                             | 20                                                                             | 16                                                                             | CN                                                                             | 2                                                                              | 1                                                                              | -                                                                              | -                                                                              | -                                                                              | -                                                                              | -                                                                              | -                                                                              | 22                                                                             | 17                                                                             |
| gen.-ago. 2023    | Junkeren          | 2D                                                                             | 14                                                                             | 8                                                                              | CN                                                                             | 2                                                                              | 3                                                                              | -                                                                              | -                                                                              | -                                                                              | -                                                                              | -                                                                              | -                                                                              | 16                                                                             | 11                                                                             |
| Totale Junkeren   | Totale Junkeren   | Totale Junkeren                                                                | 34                                                                             | 24                                                                             |                                                                                | 4                                                                              | 4                                                                              |                                                                                | -                                                                              | -                                                                              |                                                                                | -                                                                              | -                                                                              | 38                                                                             | 28                                                                             |
| ago.-dic. 2023    | Bodø/Glimt        | ES                                                                             | 6                                                                              | 1                                                                              | CN                                                                             | 2                                                                              | 0                                                                              | UECL                                                                           | 8                                                                              | 1                                                                              | -                                                                              | -                                                                              | -                                                                              | 16                                                                             | 2                                                                              |
| gen.-ago. 2024    | Bodø/Glimt        | ES                                                                             | 11                                                                             | 0                                                                              | CN                                                                             | 3                                                                              | 1                                                                              | UCL                                                                            | 3                                                                              | 1                                                                              | -                                                                              | -                                                                              | -                                                                              | 17                                                                             | 2                                                                              |
| Totale Bodø/Glimt | Totale Bodø/Glimt | Totale Bodø/Glimt                                                              | 17                                                                             | 1                                                                              |                                                                                | 5                                                                              | 1                                                                              |                                                                                | 11                                                                             | 2                                                                              |                                                                                | -                                                                              | -                                                                              | 33                                                                             | 4                                                                              |
| ago.-dic. 2024    | Kongsvinger       | 1D                                                                             | 10+3                                                                           | 2+1                                                                            | CN                                                                             | -                                                                              | -                                                                              | -                                                                              | -                                                                              | -                                                                              | -                                                                              | -                                                                              | -                                                                              | 13                                                                             | 3                                                                              |
| 2025              | Egersund          | 1D                                                                             | 0                                                                              | 0                                                                              | CN                                                                             | 0                                                                              | 0                                                                              | -                                                                              | -                                                                              | -                                                                              | -                                                                              | -                                                                              | -                                                                              | 0                                                                              | 0                                                                              |
| Totale            | Totale            | Totale                                                                         | 82+3+                                                                          | 28+1+                                                                          |                                                                                | 14+                                                                            | 6+                                                                             |                                                                                | 11                                                                             | 2                                                                              |                                                                                | -                                                                              | -                                                                              | 110+                                                                           | 37+                                                                            |

## Palmarès
- Campionato norvegese: 1

Bodø/Glimt: 2023